# 大草原の小さな家 (テレビドラマ)
『大草原の小さな家』（だいそうげんのちいさないえ、英語: Little House on the Prairie）は、1970年代後半から1980年代前半にかけてアメリカ合衆国で製作されたテレビドラマ。
アメリカの国民的作家ローラ・インガルス・ワイルダーによる同名の児童小説シリーズが原作で、西部開拓期に中西部を幌馬車で移動しながら暮らす一家を描く。放送当初から大きな反響を呼び、ゴールデングローブ賞のほか４度のエミー賞を獲得するなど、アメリカのテレビドラマ史上「最も成功したシリーズのひとつ」とされる。
本項ではその続編や特番についても解説する。

## 概要
NBCの製作により、1974年から1982年まで全9シーズンにわたって放送された。原作はローラ・インガルス・ワイルダー（Laura Ingalls Wilder 1867年2月7日-1957年2月10日）による一連の半自叙伝的小説シリーズ。
アメリカの広大な自然を舞台に、両親と三人の姉妹が協力して生き抜く姿が描かれ、主に次女「ローラ」のナレーションで物語が進行する。アメリカでは、自らの手で自然を切り開き、家族同士が深い愛情で支え合うといった理想化された開拓生活の様子が多くの視聴者を獲得、放送当初から大きな成功を収めた。日本を含む世界各国で翻訳版が放送され、「西部開拓時代のアメリカ」のイメージを世界へ広める大きなきっかけとなったとも言われる。
原作シリーズは『大きな森の小さな家 (Little House in the Big Woods)』に始まり全9作を数えるが、NBCドラマ版は第3作の『大草原の小さな家 (Little House on the Prairie)』以降に舞台を限っているほか、原作には登場しないキャラクターやストーリー展開も加えられている。

### 物語の舞台
NBCドラマ版では、西部開拓時代のアメリカが舞台で、インガルス一家は1870年代から1880年代にかけて、幌馬車でウィスコンシン州―カンザス州―ミネソタ州―サウスダコタ州と移り住む。
ローラが生まれたウィスコンシン州からカンザス州に移り、その後、ミネソタ州に向けて旅立つまでの話がまず2時間のパイロット版として制作され、1974年3月30日にアメリカ国内で放送された。
続いて、ミネソタ州のウォルナットグローブという町を主な舞台とした連続ドラマが、1974年9月11日から1982年5月10日にかけ、8シーズンにわたってアメリカ国内で放送された。

### 撮影地
ドラマ版は、上記のような実際にインガルス一家が移動した土地では一度も撮影されず、ほぼすべての屋外ロケが、カリフォルニア州シミバレーにある「ビッグスカイ・ムービー牧場 (Big Sky Movie Ranch) 」に建てたセットで撮影されている。

## 新・大草原の小さな家
『新・大草原の小さな家』（原題：Little house: A New Beginning）は、1982年から1983年まで、上述の『大草原の小さな家』シリーズの続編として放送されたテレビドラマである。製作は同じくNBC。日本での日本語版の初回放送は1991年。NBCとしては、大草原の物語は8シーズンで終わりにするつもりだったが、ファンの要望に応える形で「その後」を描くことになった。物語の中心は「インガルス家」から「ローラとアルマンゾのワイルダー家」に移され、題名も異なる別シリーズとしての製作が始まった。
しかし、前シリーズの象徴的存在であった父さんと母さんがほんの数回しか登場しないことや、大人になったローラにキャラクターとしての魅力が以前ほど無かったことなどから、視聴率は低迷し、わずか1シーズンで打ち切られた。
その後、『大草原の小さな家』のシーズン9として扱われるようになった。
なお、『新・大草原の小さな家』には、当時11歳のシャナン・ドハーティーがジェニー・ワイルダー役で出演していた。

## 2時間スペシャル
シリーズの最終回となったシーズン9の最終話は、ごく平凡な内容のエピソードであった。そこでNBCは3本の2時間スペシャルを最後の花道として製作し、大草原の物語に別れを告げることにした。
1作目は『きのうの日々（原題：Little House: Look Back To Yesterday）』と題されて1983年の秋に放送された。続いて放映されたのは3番目に撮影された『最後の別れ（原題：The Last Farewell）』で、1984年のイースター（復活祭）期間中に放映された。シリーズとしてはこれが事実上の最終回で、ラストではウォルナットグローヴの町はダイナマイトで破壊されてしまい、視聴者に文字通り“最後の別れ”を印象づけた。そして、2番目に撮影された『この愛すべき子ら（原題：Bless All The Dear Children）』は、長年シリーズを支えてくれたファンへの感謝の気持ちを込めたクリスマス特番として、1984年の冬に放送された。
3作とも、日本での初回放送は1991年で、年末特番として3夜連続で放映された。なお、日本での放送順は撮影順と同じである。DVDでは1話1枚があてられ、「特別版」と題されている。

## 日本語版
NHK総合テレビジョンで1975年から1982年にかけて放送された（続編的なシーズン9は別途1991年に放送）。放送時間は毎週土曜の18時（最初期は火曜の20時）。その後スカパー!(FOXクラシック)で放送され、2018年10月からAXN 海外ドラマに移動した。
2019年4月3日から、35mmフィルムから4K変換したリマスター素材を元に、翻訳から吹替キャストまで全てを刷新し、NHK BS4Kで放送を開始した（毎週水曜21時30分）。数年かけて206話を放送していく予定である。
またNHK BSプレミアムでも、約2か月遅れの2019年6月8日からリマスター新吹替版をシーズン1のみ放送した（毎週土曜午前8時30分）。
- 初回放送当時、2か国語放送で主音声に吹き替え、副音声にオリジナル（英語）で放映されていたが、副音声の方が若干遅く収録されていた。ステレオや副音声に対応していないテレビであれば全く問題は無いが、ステレオ設定で受信すると音楽や効果音が明らかにズレて聞こえる問題が発生していた。
- 2014年、DVDが発売された。放送順と収録順には若干違いがある。
- 2017年、Huluにてシーズン1より配信された。
- 2020年、Amazonプライム・ビデオにてシーズン1〜9と2時間スペシャル3作の全てが字幕版で配信された。
- 2024年の時点で、主要な動画配信プラットフォームでの配信はされていない[8]。

## 原作との違い
テレビシリーズということで、かなりの部分でアレンジされており、原作とはいささか趣を異にしている。また、原作通りに製作するとローラが子供から大人に成長するのに要所要所に架空の話を挿入しないと年数が持たないこともあげられる。このことから、原作を愛好する者からの批判もあったが、テレビシリーズがきっかけで原作を手にした者も多く、また原作もテレビシリーズも両方好きだという者も多い。
テレビドラマ化される際、原作でインガルス一家が対峙するダコタ族などアメリカ先住民をどう扱うのか、アメリカ本国では特に大きな話題になったと言われている。原作ではキャロライン・インガルスがアメリカ先住民に対し好感情を持っていないと見られる描写が多く、そのままドラマ化するのかどうかが興味の対象だった。結果として、人種差別をテーマとしたストーリーも数話製作されたが、インガルス家は一貫してアメリカ先住民や中国人移民に対して好意的な立場であった。黒人への人種差別に関するストーリーについても同様である。
また、原作に登場しない差別問題や宗教観、伝染病、性被害・児童虐待なども取り上げられている。
当初は原作に基づいたストーリーが基本だったが、シーズン5の頃から独自の展開が見られるようになった。しかし、その物語の根底にあるものは原作と通じるところがあり、原作とは別のものとして十分に楽しむことができる。たとえば、シーズン5で一家はいったん、ウイノカという大きな町に移住し、その数回後にウォルナットグローブに戻るが、これは原作にはない。
実際のインガルス一家は、ウォルナットグローブで農業に失敗したために、都会に移って知人のホテル経営を手伝っていたことがあった。その時期のインガルス一家は、都会の騒々しさに辟易したり、また旅の途中で生まれて数か月の長男を亡くすなどといった出来事があったが、これらの内容は原作でも全く描かれていない。
また、原作のインガルス家には養子はいなかったが、テレビ版では3人の養子が登場する。ローラの父は息子と一緒に農業をしたかったが娘が多く、念願だった長男を幼くして亡くしたため、テレビ版ではその遺志を継ぎつつも原作を崩さない形で養子を設定した。

## 登場人物
インガルス家 / ワイルダー家 / ケンダル家 / エドワーズ家 / オルソン家 / ダルトン家 / ガーベイ家 / カーター家 / 町の人々

### インガルス家

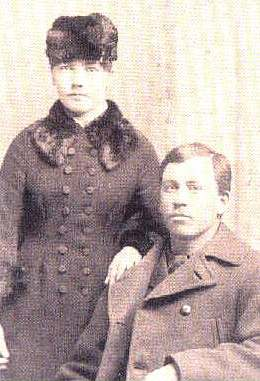
生前の原作者・ローラ・インガルス・ワイルダー（写真左）と夫のアルマンゾ。

シーズン1 - 8の中心。
フレデリック・チャールズ・フィリップ・インガルス (1836.1.10 - 1902.6.8)
演 - マイケル・ランドン / マシュー・ラボートー（少年時代）、日本語吹替 - 柴田侊彦 / 森川智之（NHK BS4K版）
父さん。妻と娘を連れてカンザス州、ミネソタ州に移り住む。手先が器用で趣味のバイオリンや大工仕事、馬車の修理など何でも多様にこなす。
農業だけでなく製材所や製粉所も手伝い、不作など困窮した際には危険な仕事も請け負うなど一家の働き者。
信心深く勤勉で子煩悩かつ愛妻家という理想の父親像で、先住民、黒人、ユダヤ人、中国人、障害者などのマイノリティにも偏見なく公正に接する人格者でもあり、街の人々からの信頼も厚い。
特に先住民については、幾度か命を助けられた経緯があり、敵視する人々から命懸けで守ったこともある。
キャロライン・レイク・クイナー・ホルブルック・インガルス (1839.12.12 - 1924.4.20)
演 - カレン・グラッスル / ケイティ・カーツマン（少女時代）、日本語吹替 - 日色ともゑ / 小林さやか（NHK BS4K版）
美人で優しい母さん。専業主婦→代用教員→ネリーのレストランの調理および給仕担当。
前職が教員ということもあって知的で理性的な女性であるが、理不尽なオルソン夫人とのやり取りの中では気の短さや意地っ張りな面も垣間見せる。
メアリー・キャロライン・アメリア・インガルス (1865.1.10 - 1928.10.20)
演 - メリッサ・スー・アンダーソン、日本語吹替 - 石川弘美 / 清水理沙（NHK BS4K版）
落ち着いた美少女でしっかりものの長女。その母親譲りの金髪青眼の美貌から、自分の意思にかかわらず異性に言い寄られ、妹のローラにも羨まれるほどであった。また裁縫は町の老女に手伝いを頼まれるほどの腕前で、クリスマスには父親に自作のシャツを送っている。
一時期、エドワーズ家の養子の長男ジョンと婚約していたが、シカゴの大学に進学したジョンの心変わりにより破談となる。
元々視力の低下により眼鏡を使用してはいたが、幼少期の猩紅熱が原因の視神経の衰弱により失明する。失意の中、盲学校で出会った教員のアダムに励まされ、生きる自信を取り戻し、教員になる夢を盲学校教員として叶え、アダムと結ばれた。
結婚後の詳細はこちらを参照。
ローラ・エリザベス・インガルス (1867.2.7 - 1957.2.10)
演 - メリッサ・ギルバート、日本語吹替 - 佐藤久理子（大草原の小さな家）、玉川紗己子（新・大草原の小さな家） / 宇山玲加（NHK BS4K版）
本作の主人公。明るく活発で元気な次女。釣りと野球、乗馬が得意で、男女問わず誰とでもすぐに打ち解けられるが、オルソン家の長女ネリーとは母親たちと同様、犬猿の仲で度々トラブルを起こしている。
恋多き少女でもあり、度々その様子が描かれたが、独りよがりであったり、美人のメアリーに気移りされることも多かった。同世代より上の男性に惹かれることが多く、最終的に恩師の弟で10歳上のアルマンゾと結ばれた。
結婚後の詳細はこちらを参照。
キャリー（キャロライン）・セレスティア・インガルス (1870.8.3 - 1946.6.2)
演 - リンゼイ&シドニー・グリーンブッシュ、日本語吹替 - 冨永みーな / 佐藤美由希（NHK BS4K版）
可愛い三女。突拍子もない言動で、皆の笑いを誘うコミックリリーフ的存在。屋外のトイレに駆け込む姿がよく描かれた。幼さ故に邪険にされることも多い。
幼少の役のため、後述のように双子で交互にキャリーを演じていたが、シーズン5の14話ではそれぞれがキャリー役と彼女の空想の中の妖精アリッサ役として、一緒に出演した。その際、キャリー役とアリッサ役も度々入れ代わって演じられていた。
チャールズ・フレデリック・インガルス (1875.11.1 - 1876.8.27)
長男。待望の男児でローラが激しく嫉妬するほどチャールズに盲目的に溺愛されていたが、不治の病によりベイカー先生の手には負えず、マンケイトの病院にて夭折。
その死は一家の深い悲しみだけでなく、自身の嫉妬から長男の快気への祈りを欠かしたせいだと信じたローラの家出にも繋がった。
グレイス・パール・ホルブルック・インガルス (1877.5.23 - 1941.11.10)
演 - ウェンディ&ブレンダ・ターンボウ
四女。前の出産の長男が夭折したこともあり、懐妊時にはキャロラインが男児を出産しなければという思い込みによるプレッシャーでノイローゼになるほどであったが、出産後すぐにその愛おしさゆえ、性別のことはすっかり忘れるほどであった。
キャリーと同様の理由から、グレイスも双子で交互に演じられた。
アルバート・クイン・インガルス
演 - マシュー・ラボートー、日本語吹替 - 坂上忍 / 小林由美子（NHK BS4k版）
ウィノカで放浪児だったころチャールズに引き取られ、インガルスを名乗り息子同様に育てられていたが、実父との出会いを経て、正式に養子となった。
学習能力は高く、放浪児だったことから悪知恵や機転が利き、度々施しを得たり危機を脱する様子が見られた。
先の養子縁組の際にも、一働き手としか見てくれない実父に引き取られることになり破談になりかけたが、土壇場の機転で諦めさせることに成功した。
ジェイムス・クーパー・インガルス
演 - ジェイソン・ベイトマン、日本語吹替 - 菊池英博 / 川庄美雪（NHK BS4K版）
養子。
カサンドラ・クーパー・インガルス
演 - ミッシー・フランシス、日本語吹替 - 土方結香 / のぐちゆり（NHK BS4K版）
養子。
パット&パティ
ウィスコンシンからの長旅の途中、疲れ果てた馬と交換した2頭の馬。すでに身籠っていた牝のパティはメアリーが、牡のパットはローラが命名した。
その後、定住を決めたミネソタで、農耕馬としては小さかったことから、町の名士ハンソン氏の2頭の牛と交換された。
バニー
ローラの愛馬。母親へのクリスマスプレゼント資金のため、バニーを欲しがっていたネリーの父親のオルソン氏と取引し、手放す。
その後もローラは登校前にリンゴを与えたりと勝手に可愛がっていたが、嫉妬したネリーがバニーに八つ当たりし暴走。落馬して顔に怪我を負ったが、歩けないと嘘をつき、ローラに責任を負わせこき使う。結局嘘だと分かり、呆れたオルソン氏がバニーをローラに返す。
後に開かれた町の競馬大会では、レース直前に急患を知らせるため、止む無くバニーを走らせて疲れさせたにもかかわらず、ネリーの血統書付きのサラブレッドに僅差で勝利した。
妻を亡くし傷心の父方の祖父と同居することになったローラが、祖父に乗馬の腕前を見せようとした際、最近設置された鉄条柵に気付かず突っ込んでしまい、チャールズの判断により、止む無く銃で安楽死処分された。
ジャック
ウィスコンシン時代からの番犬。カンザスへの移動中、川で流され行方不明になるが、自力で一家の野営地に合流、家族を安心させる。
メアリーが森でアライグマの子を見つけた際には、ローラが母親代わりとなり飼われたが、そのアライグマとの喧嘩の傷が元で自身の狂犬病が疑われ、危うくチャールズに銃殺処分しかけられたことがある。
番犬ゆえに家族以外には気性が荒く吠えぐせがあり、インディアン居住地ではトラブルにならないよう紐で括り、決して解かないよう子供たちに言い聞かせていた。また馬小屋で吠えたていた際には、興奮した馬がメアリーを蹴飛ばし、腸が化膿して2度も手術が必要なほどの大怪我の原因になったこともある。
シーズン4開始早々、なんの兆候もなくあっさりと死んでしまい丘の上に埋葬されたが、シーズン5の14話のキャリーが妄想する天国のシーンで「ジャック・インガルス」として再登場した。
その死後もエンディングロールの幼少期のローラと丘を駆け降りるシーンはそのまま使用された。
ギャング (Bandit)
二代目番犬。ジャックの死の直後にチャールズが仕事で訪れたマンケイトで出会う。野良犬で盗み癖があり疎まれていたが、帰りのチャールズのワゴンに跳び乗り、新たな家族の一員となる。覆面をしているような容姿からチャールズが命名。

### ワイルダー家
シーズン9の中心。結婚後のローラの家庭。
アルマンゾ・ジェイムス・ワイルダー (1857.2.13 - 1949.10.23)
演 - ディーン・バトラー、日本語吹替 - 古川登志夫 / 神谷浩史（NHK BS4K版）
夫。農業。後の妻となる少女時代のローラを、彼女のミドルネームから、唯一「ベス」と呼ぶ。
頑固な性格で、似た者同士のローラとは惹かれながらも仲違いすることも多く、婚約後も口論の末破局したが、姉の後押しもあり無事結婚した。
ローラ・エリザベス・インガルス・ワイルダー
演 - メリッサ・ギルバート、日本語吹替 - 佐藤久理子（大草原の小さな家）、玉川砂記子（新・大草原の小さな家） / 宇山玲加（NHK BS4K版）
妻。下宿屋。
結婚前の詳細はこちらを参照。
ローズ・ワイルダー (1886.12.5 - 1968.10.30)
演 - ジェニファー&ミッシェル・ステフィン
長女。
Baby Boy Wilder（墓碑銘） (1889)
長男。命名前に突然死。
ジェニー（ジェニファー）・ロイヤル・ワイルダー
演 - シャナン・ドハーティー、日本語吹替 - 藤枝成子 / 逢田梨香子（NHK BS4K版）
アルマンゾ側の姪。養子。
終盤では下宿屋を始め、モンタギューさんやアイゼア、結婚後のウィリー・その妻レイチェルと一緒に暮らしていた。
アルマンゾの兄ロイヤルは、シーズン7の「いたずら坊主」ではウッディ・エニー（Woody Eney）が演じ、2人の男の子がいて、20年後に医者と牧師になったとされていたが、シーズン9ではロイヤルをニコラス・プライアーが演じ、一人娘のジェニーを残して妻に死なれ、自身も病死するという設定に変えられている。
イライザ・ジェイン・ワイルダー (1850 - 1930)
演 - ルーシー・リー・フリピン、日本語吹替 - 京田尚子 / 折笠愛（NHK BS4K版）
アルマンゾの姉。真面目で厳しい性格。シーズン6の第1話よりアリスの後任の教員として登場。美人と勝手に期待し、めかし込んだアルバートにがっかりされたが、22話では教会のパーティで壁の花になっていたところをアルバートにダンスに誘われ喜ぶ。
第7シーズン第1話では、アルマンゾが自身の結婚のため今後の姉の世話役にとスリーピー・アイで知り合った友人のハーヴを招くと、初めての恋に落ちる。
恋愛経験のなさから、教え子で弟の婚約者でもあるローラにまで異性との付き合い方を相談し、不器用ながら徐々にハーヴと距離を詰めていくが、異性との向き合い方に自信をつけたハーヴが、以前から想いを寄せていた女性と結婚し、セントルイスに越すことを知り失恋。
アルマンゾと見解の相違で婚約を解消し、別の町に教員として行くローラを引き止めるため、ハーヴと結婚しセントルイスに越すと嘘をつくことで住居と教職を譲り、2人を無事結婚へと導いて町を去った。

### ケンダル家
結婚後のメアリーの家庭。
アダム・チャールズ・ケンダル
演 - リンウッド・ブーマー、日本語吹替 - 松橋登 / 武藤正史（NHK BS4K版）
夫。盲学校教員→弁護士。
メアリー・キャロライン・アメリア・インガルス・ケンダル
演 - メリッサ・スー・アンダーソン、日本語吹替 - 石川弘美 / 清水理沙（NHK BS4K版）
妻。教員→盲学校教員。
結婚前の詳細はこちらを参照。
アダム・チャールズ・ホルブルック・ケンダル
長男。盲学校の火事で夭折。

### エドワーズ家
シーズン3までレギュラーキャラクター。フレンチのみシーズン9レギュラー。
アイゼア・エドワーズ
演 - ヴィクター・フレンチ、日本語吹替 - 金井大 / 高木渉（NHK BS4K版）
夫。農業、製材所勤務。
パイロット版のカンザス州でインガルス一家と知り合い、意気投合するも一家の強制移動で別れたが、その後マンケイトの酒場でチャールズと偶然再会し、ウォールナットグローブに住み着く。
酒とギャンブルを好み、ツバを飛ばすのが癖で身なりも清潔感に乏しく、女性から白眼視されることもあるが、子供好きな心優しい性格でもある。文盲であることを隠しており、それが元で誤解やトラブルが生じることもあった。
自身がうつした天然痘で前妻と一人娘を亡くした後悔から独身を貫いていたが、知人の女性の病死により離散しかけていた3人の子供たちを養子に迎えるため、以前より心を寄せていた未亡人のグレイスと再婚。
グレイス・スナイダー・エドワーズ
演 - ボニー・バートレット、日本語吹替 - 此島愛子 / よのひかり（NHK BS4K版）→未定
妻。郵便局窓口係。
スナイダーは死別した前夫の姓。ジョンの死をきっかけにアイゼアがアルコールに溺れたため離婚。残った養子はグレイスが引き取った。
キャロラインの長男出産時には産婆として立ち会い、心配するチャールズに「この辺の子の半分は私が取り上げたのよ」とその豊富な経験を伝え、安心させた。
ジョン・サンダーソン・エドワーズ
日本語吹替 - 平野潤也（NHK BS4K版）
作家を目指す文学青年で、農業の手伝いをしながら出版社に送った詩集が認められ大学進学の機会を得てシカゴへ行く。メアリーと婚約していたが、シカゴでの都会の生活に揉まれ他に女性をつくり、後に解消。数年後、事故死し両親の離婚のきっかけとなる。
カール・サンダーソン・エドワーズ
日本語吹替 - 合田絵利（NHK BS4K版）
養子。
アリーシャ・サンダーソン・エドワーズ
日本語吹替 - 津田美波（NHK BS4K版）
養子。

### オルソン家
全シリーズにわたりレギュラーキャラクター。シーズン9においてもレギュラー。
ネルス（ネルソン）・オルソン
演 - リチャード・ブル、日本語吹替 - 草薙幸二郎 / 岩崎ひろし（NHK BS4K版）
オルソン商店の経営者で町一番の資産家。常に妻や子供たちの我侭に振り回されている。オルソン家の中で唯一の常識人であり、温厚篤実・誠実な人柄から、町の人々からの信頼は厚い。
ハリエット・ウィリアミナ・オルソン
演 - キャサリン・マグレガー、日本語吹替 - 中村紀子子 / 定岡小百合（NHK BS4K版）
妻。口数が多く噂話が大好き。夫にはきつく、子供たちには甘い。高慢な性格からしばしば騒動を起こすトラブルメーカーで町の人々からの信頼は皆無だが、時に家族も驚くような意外な優しい一面を見せる。教員免許有り。
ネリー（ダニエル）・ハリエット・オルソン
演 - アリソン・アーングリン、日本語吹替 - 竹内美香 / Lynn（NHK BS4K版）
長女。母親譲りの高慢な性格。名目上のレストラン・ホテル経営者。
結婚後の詳細はこちらを参照。
ウィリー（ウィリアム）・ネルソン・オルソン
演 - ジョナサン・ギルバート、日本語吹替 - 前田浩一 / れいみ（NHK BS4K版）
長男。我侭に育てられたため、幼い頃は母や姉と同じく意地悪な性格だったが、成長するに従い父のような常識人となっていく。
ナンシー・オルソン
演 - アリソン・バルソン、日本語吹替 - 渕崎ゆり子
養子。ネリーの結婚と転居で鬱状態になってしまったハリエットを元気づけようとネルスの提案で児童養護施設から迎えた女の子。幼い頃のネリーと瓜二つの性格に凶暴性も兼ね備えた問題児。

### ダルトン家
結婚後のネリーの家庭。
パーシバル・ダルトン
演 - スティーブ・トレイシー、日本語吹替 - 安原義人 / 梶裕貴（NHK BS4K版）
ユダヤ名：アイザック・コーエン。ネリーの放漫経営で破綻寸前だったレストランとホテルの経営建て直しのために雇われる。始めは反発し合っていた２人だったがやがて互いに惹かれ合うようになり結婚する。
ネリー・オルソン・ダルトン
演 - アリソン・アーングリン、日本語吹替 - 竹内美香 / Lynn（NHK BS4K版）
妻。
結婚前の詳細はこちらを参照。
ジェニファー・オルソン・ダルトン・コーエン
長女。キリスト教で洗礼。
ベンジャミン・オルソン・ダルトン・コーエン
長男。ユダヤ教で洗礼。

### ガーベイ家
シーズン4 - 8までレギュラーキャラクター。
ジョナサン・ガーベイ
演 - マーリン・オルセン、日本語吹替 - 石田太郎 / 楠大典（NHK BS4K版）
農業。アリスの死後はアンディと共にスリーピーアイに移り、配送業、保安官助手などの仕事に就く。
アリス・ガーベイ
演 - ハーシャ・パラディ、日本語吹替 - 野口ふみえ / 本田貴子（NHK BS4K版）
妻。教員→盲学校の手伝い。盲学校の火事に巻き込まれ死亡。
アンディ（アンドリュー）・ガーベイ
演 - パトリック・ラボートー、日本語吹替 - 難波克弘 / 藤原夏海（NHK BS4K版）
長男。

### カーター家
シーズン9でレギュラーキャラクター。
ジョン・カーター
演 - スタン・アイヴァー、日本語吹替 - 若本規夫 / 浪川大輔（NHK BS4K版）
鍛冶屋。
セーラ・リード・カーター
演 - パミラ・ロイランス、日本語吹替 - 幸田直子 / 大津愛理（NHK BS4K版）
新聞記者。
ジェブ（ジェビディア）・リード・カーター
演 - リンゼイ・ケネディー、日本語吹替 - 浪川大輔 / 櫻庭有紗（NHK BS4K版）
長男。
ジェイソン・リード・カーター
演 - ディヴィッド・フリードマン、日本語吹替 - 中村幸介 / 佐伯美由紀（NHK BS4K版）
次男。

### 町の人々
ロバート・オルデン
演 - ダブス・グリア、日本語吹替 - 巖金四郎 / 浦山迅（NHK BS4K版）
牧師。シーズン6 第6話で アン・クレイグと結婚式を挙げた。
ラルス・ハンソン
演 - カール・スウェンソン、日本語吹替 - 寄山弘 / 塾一久（NHK BS4K版）
製材所・製粉所経営者。ウォールナットグローブの創設者。
ハイラム・ベイカー
演 - ケビン・ハーゲン、日本語吹替 - 穂積隆信 / 大塚芳忠（NHK BS4K版）
治療費代わりに受け取った鶏を越してきたチャールズに譲るなど、親切で優しく頼りがいのある高齢で独身の開業医。町の有志の一人。
シカゴから遊びに来たオルソン夫人の若く美人の姪ケイト・ソーボルドが脱臼した手を、まるで魔法のように治したことで見初められる。周りの反対を押し切り婚約し、新居の注文までするほど燃え上がっていたが、中年女性のお産に2人で立ち会った際に、その彼女をも取り上げたことを知り、激しく動揺する。その親子ほど大きな年の差を春と晩秋に例え、説き伏せるように関係を解消した。
町唯一の医者で、度々起こる伝染病では寝ずの看病で患者に尽くし、出産はもちろん目や歯だけでなく犬や馬を診ることもある。
エバ・ビードル
演 - シャーロット・スチュアート
学校の先生。
ヘスター・スー・タヒューヌ
演 - ケティ・レスター、日本語吹替 - 片山真由美 / 藤貴子（NHK BS4K版）
盲学校の先生。レストランの手伝い。
エヴァ・ビードゥル・シムズ
演 - シャーロッテ・スチュワート、日本語吹替 - 高林由紀子 / 榊󠄀原奈緒子（NHK BS4K版）
学校の先生。
エタ・プラム
演 - レスリー・ランドン、日本語吹替 - 鶴ひろみ
学校の先生。
モンテギュー
　日本語吹替-村越伊知郎
シーズン9（新・大草原の小さな家）最終話から登場。ウォルナット・グローブの町に長期逗留を決めた、博識な作家。

## 撮影話
- キャリー役とグレイス役に関しては、撮影当時、低年齢のため、「クーガン法」と呼ばれるカリフォルニア州の州法に基づいて、双子を起用した。双子が交互に撮影に参加し、一人当たりの負担を減らすという手法がとられた。
- メリッサ・ギルバートとジョナサン・ギルバートは、姉弟であるが互いに養子であるため血縁関係ではない。
- マシュー・ラボートーとパトリック・ラボートーは、兄弟であるが互いに養子であるため血縁関係ではない。
- メリッサ・ギルバートとアリソン・アーングリンは本作品にて親友関係となり、シリーズ終了後も連絡を取り合う仲である。
- スティーブ・トレイシーとアリソン・アーングリンは、私生活においても仲がよく、自分たちの全撮影分が終了後も親密に連絡を取り合っていた。スティーブ・トレイシーは同性愛者であった。その後、スティーブ・トレイシーがエイズにかかり、アリソン・アーングリンはエイズ撲滅運動に参加するようになった。
- ドラマは原作者であるローラの視点で語られることが多いが、基本的に本作はチャールズを中心としたインガルス一家とウォルナット・グローブの街の人々を描いた群像劇。

## スタッフ
- 企画 - ブランチ・ハナリス
- 製作 - ジョン・ホーキンス、ウィリアム・F・クラクストン
- 監督 - ウィリアム・F・クラクストン、モーリー・デクスター、ヴィクター・フレンチ、マイケル・ランドン、レオ・ペン
- テーマ曲作曲 - デヴィッド・ローズ
- 音楽 - デヴィッド・ローズ
- 製作総指揮 - マイケル・ランドン、エド・フレンドリー
- 製作会社 - エド・フレンドリー・プロダクションズ、NBCプロダクションズ
- 番組販売会社 - ワールドヴィジョン・エンタープライゼズ、CBSテレヴィジョン・ディストリビューション (USA)、NBCユニヴァーサル・インターナショナル・テレヴィジョン・ディストリビューション、MGMインターナショナル・テレヴィジョン・ディストリビューション（アメリカ以外）
- 映像 - NTSC
- 放送局 - NBC

### 日本語吹替版制作スタッフ
NHK総合テレビジョン版
- 翻訳：森みさ[9]
- 演出：中野寛次

NHK BS4K新録版
- 翻訳：野崎文子
- 演出：依田孝利
- 音声：朴宰範
- プロデューサー：高田由香
- 制作統括：河口眞朱美、竹林淳

## エピソードリスト
シーズン1、5、6は24話、他は22話で、パイロット版『旅立ち』と合わせて全部で183話（新・大草原の小さな家（シーズン9）、『きのうの日々』、『この愛すべき子ら』、『最後の別れ』まで含めると208話）ある。

### パイロット版
| 邦題   | 原題                        | 放送日        | 放送日        | 4K新吹替版放送日 |
| ------ | --------------------------- | ------------- | ------------- | ---------------- |
| 旅立ち | Little House on the Prairie | 1974年3月30日 | 1975年3月21日 | 2019年4月3日     |

### シーズン1
| 各話 | 邦題                           | 原題                          | 放送日         | 放送日         | 4K新吹替版放送日 |
| ---- | ------------------------------ | ----------------------------- | -------------- | -------------- | ---------------- |
| 1    | すばらしい収穫                 | A Harvest Of Friends          | 1974年9月11日  | 1975年7月23日  | 2019年4月10日    |
| 2    | わたしの母さん                 | Country Girls                 | 1974年9月18日  | 1975年7月30日  | 2019年4月17日    |
| 3    | 遠くで働く父さん               | 100 Mile Walk                 | 1974年9月25日  | 1975年8月6日   | 2019年4月24日    |
| 4    | エドワーズおじさんがやってきた | Mr. Edwards' Homecoming       | 1974年10月2日  | 1975年8月13日  | 2019年5月1日     |
| 5    | ローラの初恋                   | The Love Of Johnny Johnson    | 1974年10月9日  | 1975年8月20日  | 2019年5月8日     |
| 6    | おめでとうエミーおばあさん     | If I Should Wake Before I Die | 1974年10月23日 | 1976年9月3日   | 2019年5月15日    |
| 7    | オルガの靴                     | Town Party, Country Party     | 1974年10月30日 | 1976年8月20日  | 2019年5月22日    |
| 8    | 母さんの休暇                   | Ma's Holiday                  | 1974年11月6日  | 1976年8月27日  | 2019年5月29日    |
| 9    | 母さんの教室                   | School Mom                    | 1974年11月13日 | 1976年9月10日  | 2019年6月5日     |
| 10   | あらいぐま見つけた             | The Raccoon                   | 1974年11月20日 | 1976年9月24日  | 2019年6月12日    |
| 11   | ジョーンズおじさんの鐘         | The Voice of Tinker Jones     | 1974年12月4日  | 1976年9月17日  | 2019年6月19日    |
| 12   | メアリーの失敗                 | The Award                     | 1974年12月11日 | 1976年10月1日  | 2019年6月26日    |
| 13   | ローラの祈り（前編）           | The Lord is My Shepherd (1)   | 1974年12月18日 | 1975年10月10日 | 2019年7月3日     |
| 14   | ローラの祈り（後編）           | The Lord is My Shepherd (2)   | 1974年12月18日 | 1975年10月10日 | 2019年7月10日    |
| 15   | プラム・クリークのクリスマス   | Christmas At Plum Creek       | 1974年12月25日 | 1976年10月8日  | 2019年7月17日    |
| 16   | オルソン家の出来事             | Family Quarrel                | 1975年1月15日  | 1976年10月22日 | 2019年7月24日    |
| 17   | ベイカー先生のロマンス         | Doctor's Lady                 | 1975年1月22日  | 1976年10月15日 | 2019年7月31日    |
| 18   | 救われた町                     | Plague                        | 1975年1月29日  | 1976年11月19日 | 2019年8月7日     |
| 19   | サーカスのおじさん             | Circus Man                    | 1975年2月5日   | 1976年10月29日 | 2019年8月14日    |
| 20   | ジョンおじさんの悲しみ         | Child Of Pain                 | 1975年2月12日  | 1976年11月12日 | 2019年8月21日    |
| 21   | ジョーの約束                   | Money Crop                    | 1975年2月19日  | 1976年12月3日  | 2019年8月28日    |
| 22   | 吹雪の中                       | Survival                      | 1975年2月26日  | 1976年12月10日 | 2019年9月4日     |
| 23   | ジョニーの家出                 | To See The World              | 1975年3月5日   | 1976年11月5日  | 2019年9月11日    |
| 24   | 父さんの友情                   | Founder's Day                 | 1975年3月7日   | 1976年12月24日 | 2019年9月18日    |

### シーズン2
| 各話    | 邦題               | 原題                            | 放送日         | 放送日         | 4K新吹替版放送日 |
| ------- | ------------------ | ------------------------------- | -------------- | -------------- | ---------------- |
| 1 (25)  | 町一番の金持ち     | The Richest Man In Walnut Grove | 1975年9月10日  | 1976年12月17日 | 2019年9月25日    |
| 2 (26)  | メアリーの眼鏡     | Four Eyes                       | 1975年9月17日  | 1977年10月11日 | 2019年10月2日    |
| 3 (27)  | おばけ屋敷         | Haunted House                   | 1975年9月24日  | 1977年11月29日 | 2019年10月9日    |
| 4 (28)  | 父さんのホームラン | In The Big Inning               | 1975年10月1日  | 1977年11月8日  | 2019年10月16日   |
| 5 (29)  | キャンプ           | The Campout                     | 1975年10月8日  | 1977年11月22日 | 2019年10月23日   |
| 6 (30)  | ダンスパーティ     | The Spring Dance                | 1975年10月29日 | 1977年12月6日  | 2019年10月30日   |
| 7 (31)  | 思い出（前編）     | Remember Me (1)                 | 1975年11月5日  | 1977年12月13日 | 2019年11月6日    |
| 8 (32)  | 思い出（後編）     | Remember Me (2)                 | 1975年11月12日 | 1977年12月20日 | 2019年11月13日   |
| 9 (33)  | 釣り友だち         | Ebenezer Sprague                | 1975年11月19日 | 1977年10月18日 | 2019年11月20日   |
| 10 (34) | 砂金の夢           | At The End Of The Rainbow       | 1975年12月10日 | 1977年11月1日  | 2019年11月27日   |
| 11 (35) | 愛の贈り物         | The Gift                        | 1975年12月17日 | 1978年2月7日   | 2019年12月4日    |
| 12 (36) | 父と子             | His Father's Son                | 1976年1月7日   | 1978年1月10日  | 2019年12月11日   |
| 13 (37) | いつわりの友情     | The Talking Machine             | 1976年1月14日  | 1977年10月25日 | 2019年12月18日   |
| 14 (38) | 町の誇り           | The Pride Of Walnut Grove       | 1976年1月28日  | 1978年1月24日  | 2019年12月25日   |
| 15 (39) | 母さんの傷         | A Matter Of Faith               | 1976年2月4日   | 1978年2月21日  | 2020年1月8日     |
| 16 (40) | 貨車暴走           | The Runaway Caboose             | 1976年2月11日  | 1978年1月31日  | 2020年1月15日    |
| 17 (41) | 暗い教室           | Troublemaker                    | 1976年2月25日  | 1978年2月28日  | 2020年1月22日    |
| 18 (42) | 長く危険な道       | The Long Road Home              | 1976年3月3日   | 1978年2月14日  | 2020年1月29日    |
| 19 (43) | 父さんの秘密       | For My Lady                     | 1976年3月10日  | 1978年3月28日  | 2020年2月5日     |
| 20 (44) | 自由よ永遠に       | Centennial                      | 1976年3月17日  |                | 2020年-月-日     |
| 21 (45) | 兵士の帰還         | Soldier's Return                | 1976年3月24日  | 1978年3月14日  | 2020年-月-日     |
| 22 (46) | 竜巻き             | Going Home                      | 1976年3月31日  | 1978年3月7日   | 2020年-月-日     |

### シーズン3
| 各話    | 邦題               | 原題                        | 放送日         | 放送日         |
| ------- | ------------------ | --------------------------- | -------------- | -------------- |
| 1 (47)  | にせの牧師さん     | The Collection              | 1976年9月27日  | 1978年7月8日   |
| 2 (48)  | ネリーの落馬       | Bunny                       | 1976年10月4日  | 1978年5月20日  |
| 3 (49)  | 穴に落ちたキャリー | Little Girl Lost            | 1976年10月11日 | 1978年6月17日  |
| 4 (50)  | 二人だけのレース   | The Race                    | 1976年10月18日 | 1978年5月27日  |
| 5 (51)  | こわい夢           | The Monster Of Walnut Grove | 1976年11月1日  | 1978年10月14日 |
| 6 (52)  | 春の別れ（前編）   | Journey In The Spring (1)   | 1976年11月15日 | 1978年6月3日   |
| 7 (53)  | 春の別れ（後編）   | Journey In The Spring (2)   | 1976年11月22日 | 1978年6月10日  |
| 8 (54)  | いたずらヤギ       | Fred                        | 1976年11月29日 | 1978年6月24日  |
| 9 (55)  | 勇気ある対決       | The Bully Boys              | 1976年12月6日  | 1978年7月15日  |
| 10 (56) | 祈りの森（長編）   | The Hunters (90 min)        | 1976年12月20日 | 1977年10月4日  |
| 11 (57) | 雪あらし           | Blizzard                    | 1977年1月3日   | 1978年5月13日  |
| 12 (58) | 風の中の初恋       | I'll Ride The Wind          | 1977年1月10日  | 1978年7月22日  |
| 13 (59) | 熱病の家           | Quarantine                  | 1977年1月17日  | 1978年7月1日   |
| 14 (60) | 学芸会のできごと   | Little Women                | 1977年1月24日  | 1978年10月7日  |
| 15 (61) | 誇りと勇気         | Injun Kid                   | 1977年1月31日  | 1978年8月5日   |
| 16 (62) | 愛と祈り（前編）   | To Live With Fear (1)       | 1977年2月14日  | 1978年8月26日  |
| 17 (63) | 愛と祈り（後編）   | To Live With Fear (2)       | 1977年2月21日  | 1978年9月2日   |
| 18 (64) | 黒人少年ソロモン   | The Wisdom of Solomon       | 1977年3月7日   | 1978年7月29日  |
| 19 (65) | 悪夢のオルゴール   | The Music Box               | 1977年3月14日  | 1978年9月16日  |
| 20 (66) | 級長選挙           | The Election                | 1977年3月21日  | 1978年9月9日   |
| 21 (67) | 黄金の国（前編）   | Gold Country (1)            | 1977年4月4日   | 1978年9月23日  |
| 22 (68) | 黄金の国（後編）   | Gold Country (2)            | 1977年4月4日   | 1978年9月30日  |

### シーズン4
| 各話    | 邦題                   | 原題                                 | 放送日         | 放送日         |
| ------- | ---------------------- | ------------------------------------ | -------------- | -------------- |
| 1 (69)  | 愛はひとりぼっち       | Castoffs                             | 1977年9月12日  | 1978年10月21日 |
| 2 (70)  | 風の中の別れ           | Times of Change                      | 1977年9月19日  | 1978年11月4日  |
| 3 (71)  | 幻のエレン             | My Ellen                             | 1977年9月26日  | 1978年10月28日 |
| 4 (72)  | メアリーの悩み         | The Handyman                         | 1977年10月3日  | 1978年11月11日 |
| 5 (73)  | 狼                     | The Wolves                           | 1977年10月17日 | 1978年11月18日 |
| 6 (74)  | 小さな名探偵           | The Creeper of Walnut Grove          | 1977年10月24日 | 1978年11月25日 |
| 7 (75)  | ベイカー先生休診       | To Run and Hide                      | 1977年10月31日 | 1978年12月2日  |
| 8 (76)  | 人質になったメアリー   | The Aftermath                        | 1977年11月7日  | 1978年12月9日  |
| 9 (77)  | 誤解                   | The High Cost of Being Right         | 1977年11月14日 | 1978年12月16日 |
| 10 (78) | 悲しいボクサー         | The Fighter (90 min)                 | 1977年11月21日 | 1978年12月23日 |
| 11 (79) | 気球がとぶ日           | Meet Me at the Fair                  | 1977年11月28日 | 1979年1月6日   |
| 12 (80) | 若い夢                 | Here Come the Brides                 | 1977年12月5日  | 1979年1月13日  |
| 13 (81) | 自由への旅             | Freedom Flight                       | 1977年12月12日 | 1979年1月20日  |
| 14 (82) | 小さな恋               | The Rivals                           | 1978年1月9日   | 1979年1月27日  |
| 15 (83) | 先生になったメアリー   | Whisper Country                      | 1978年1月16日  | 1979年2月3日   |
| 16 (84) | 母さんの初恋           | I Remember, I Remember               | 1978年1月23日  | 1979年2月10日  |
| 17 (85) | 私の赤ちゃん           | Please Be My Friend (90 min)         | 1978年1月30日  | 1979年3月3日   |
| 18 (86) | 夢を見た町             | The Inheritance                      | 1978年2月6日   | 1979年2月17日  |
| 19 (87) | ひとりぼっちのピーター | The Stranger                         | 1978年2月20日  | 1979年2月24日  |
| 20 (88) | すばらしい贈り物       | A Most Precious Gift                 | 1978年2月27日  | 1979年3月10日  |
| 21 (89) | 失われた光（前編）     | I'll Be Waving As You Drive Away (1) | 1978年3月6日   | 1979年3月17日  |
| 22 (90) | 失われた光（後編）     | I'll Be Waving As You Drive Away (2) | 1978年3月13日  | 1979年3月24日  |

### シーズン5
| 各話     | 邦題                     | 原題                                | 放送日         | 放送日         |
| -------- | ------------------------ | ----------------------------------- | -------------- | -------------- |
| 1 (91)   | 家族はひとつ（前編）     | As Long as We're Together (Part 1)  | 1978年9月11日  | 1980年9月13日  |
| 2 (92)   | 家族はひとつ（後編）     | As Long as We're Together (Part 2)  | 1978年9月18日  | 1980年9月20日  |
| 3 (93)   | 勇気をもって             | The Winoka Warriors                 | 1978年9月25日  | 1980年9月27日  |
| 4 (94)   | 父の愛                   | The Man Inside                      | 1978年10月2日  | 1980年10月4日  |
| 5 (95)   | なつかしの故郷へ（前編） | There's No Place Like Home (Part 1) | 1978年10月9日  | 1980年10月11日 |
| 6 (96)   | なつかしの故郷へ（後編） | There's No Place Like Home (Part 2) | 1978年10月16日 | 1980年10月18日 |
| 7 (97)   | 父さんは宝物             | Fagin                               | 1978年10月23日 | 1980年10月25日 |
| 8 (98)   | オルソン夫人の新聞記者   | Harriet's Happenings                | 1978年10月30日 | 1980年11月1日  |
| 9 (99)   | メアリーの結婚           | The Wedding                         | 1978年11月6日  | 1980年11月8日  |
| 10 (100) | かわいい子の旅           | Men Will Be Boys                    | 1978年11月13日 | 1980年11月15日 |
| 11 (101) | 先生の子                 | The Cheaters                        | 1978年11月20日 | 1980年11月22日 |
| 12 (102) | 心を結ぶ旅（前編）       | Blind Journey (Part 1)              | 1978年11月27日 | 1980年11月29日 |
| 13 (103) | 心を結ぶ旅（後編）       | Blind Journey (Part 2)              | 1978年12月4日  | 1980年12月6日  |
| 14 (104) | なかよしの妖精           | The Godsister                       | 1978年12月18日 | 1980年12月13日 |
| 15 (105) | アイザックじいさん       | The Craftsman                       | 1979年1月8日   | 1980年12月20日 |
| 16 (106) | 悲しい綱渡り             | Blind Man's Bluff                   | 1979年1月15日  | 1981年1月10日  |
| 17 (107) | 夢を見る人               | Dance with Me                       | 1979年1月22日  | 1981年1月31日  |
| 18 (108) | まぼろしの赤ちゃん       | The Sound of Children               | 1979年2月5日   | 1981年1月17日  |
| 19 (109) | 湖の怪獣                 | The Lake Kezia Monster              | 1979年2月12日  | 1981年1月24日  |
| 20 (110) | 燃える納屋               | Barn Burner                         | 1979年2月19日  | 1981年2月7日   |
| 21 (111) | よみがえる光             | The Enchanted Cottage               | 1979年2月26日  | 1981年2月14日  |
| 22 (112) | 幸せを待つ牧場           | Someone Please Love Me              | 1979年3月5日   | 1981年2月21日  |
| 23 (113) | 死におびえる町           | Mortal Mission                      | 1979年3月12日  | 1981年2月28日  |
| 24 (114) | 海へのあこがれ           | The Odyssey                         | 1979年3月19日  | 1981年3月7日   |

### シーズン6
| 各話     | 邦題                           | 原題                                    | 放送日         | 放送日         |
| -------- | ------------------------------ | --------------------------------------- | -------------- | -------------- |
| 1 (115)  | ローラの恋（前編）             | Back to School (Part 1)                 | 1979年9月17日  | 1981年4月25日  |
| 2 (116)  | ローラの恋（後編）             | Back to School (Part 2)                 | 1979年9月24日  | 1981年5月2日   |
| 3 (117)  | 家族                           | The Family Tree                         | 1979年10月1日  | 1981年5月9日   |
| 4 (118)  | メアリーの奇跡                 | The Third Miracle                       | 1979年10月8日  | 1981年5月16日  |
| 5 (119)  | サーカスが来た                 | Annabelle                               | 1979年10月15日 | 1981年5月23日  |
| 6 (120)  | オルデン牧師の結婚             | The Preacher Takes A Wife               | 1979年10月22日 | 1981年5月30日  |
| 7 (121)  | 夢の大脱走                     | The Halloween Dream                     | 1979年10月29日 | 1981年6月6日   |
| 8 (122)  | 悲しみのエドワーズさん         | The Return of Mr. Edwards               | 1979年11月5日  | 1981年6月13日  |
| 9 (123)  | 偉大な王者                     | The King Is Dead                        | 1979年11月12日 | 1981年6月20日  |
| 10 (124) | 悪魔の声                       | The Faith Healer                        | 1979年11月19日 | 1981年6月27日  |
| 11 (125) | メアリーの赤ちゃん             | Author, Author                          | 1979年11月26日 | 1981年7月4日   |
| 12 (126) | ウォルナット・グローブの電話局 | Crossed Connections                     | 1979年12月10日 | 1981年7月11日  |
| 13 (127) | 父への思い                     | The Angry Heart                         | 1979年12月17日 | 1981年7月18日  |
| 14 (128) | かわいいオオカミ男             | The Werewolf of Walnut Grove            | 1980年1月7日   | 1981年7月25日  |
| 15 (129) | 幼なじみ                       | What Ever Happened to The Class of '56? | 1980年1月14日  | 1981年8月1日   |
| 16 (130) | やみの中の人質                 | Darkness Is My Friend                   | 1980年1月21日  | 1981年8月8日   |
| 17 (131) | ローラ先生                     | Silent Promises                         | 1980年1月28日  | 1981年8月22日  |
| 18 (132) | 悲しみをこえて（前編）         | May We Make Them Proud (Part 1)         | 1980年2月4日   | 1981年8月29日  |
| 19 (133) | 悲しみをこえて（後編）         | May We Make Them Proud (Part 2)         | 1980年2月4日   | 1981年9月5日   |
| 20 (134) | ふたりのワイルダー             | Wilder and Wilder                       | 1980年2月11日  | 1981年9月12日  |
| 21 (135) | オルソンさんの家出             | Second Spring                           | 1980年2月18日  | 1981年9月19日  |
| 22 (136) | 夢見る16歳                     | Sweet Sixteen                           | 1980年2月25日  | 1981年9月26日  |
| 23 (137) | 愛してる、愛してない（前編）   | He Loves Me, He Loves Me Not (Part 1)   | 1980年5月5日   | 1981年10月3日  |
| 24 (138) | 愛してる、愛してない（後編）   | He Loves Me, He Loves Me Not (Part 2)   | 1980年5月12日  | 1981年10月10日 |

### シーズン7
| 各話     | 邦題                 | 原題                          | 放送日         | 放送日         |
| -------- | -------------------- | ----------------------------- | -------------- | -------------- |
| 1 (139)  | ローラの結婚（前編） | Laura Ingalls Wilder (Part 1) | 1980年9月22日  | 1981年10月17日 |
| 2 (140)  | ローラの結婚（後編） | Laura Ingalls Wilder (Part 2) | 1980年9月29日  | 1981年10月24日 |
| 3 (141)  | ガーベイ保安官       | A New Beginning               | 1980年10月6日  | 1981年10月31日 |
| 4 (142)  | がんばれアルバート   | Fight Team Fight!             | 1980年10月13日 | 1981年11月7日  |
| 5 (143)  | 無言の天使           | The Silent Cry                | 1980年10月20日 | 1981年11月14日 |
| 6 (144)  | わたしのママ         | Portrait of Love              | 1980年10月27日 | 1981年11月21日 |
| 7 (145)  | わがいとしの恋人     | Divorce, Walnut Grove Style   | 1980年11月10日 | 1981年12月5日  |
| 8 (146)  | 恋するアルバート     | Dearest Albert, I'll Miss You | 1980年11月17日 | 1981年12月12日 |
| 9 (147)  | 走れ馬車             | The In-laws                   | 1980年11月24日 | 1981年12月19日 |
| 10 (148) | アダムに光が（前編） | To See the Light (Part 1)     | 1980年12月1日  | 1982年1月9日   |
| 11 (149) | アダムに光が（後編） | To See the Light (Part 2)     | 1980年12月8日  | 1982年1月16日  |
| 12 (150) | 女と男               | Oleson Versus Oleson          | 1981年1月5日   | 1982年1月23日  |
| 13 (151) | ネリーの赤ちゃん     | Come, Let Us Reason Together  | 1981年1月12日  | 1982年1月30日  |
| 14 (152) | いたずら坊主         | The Nephews                   | 1981年1月19日  | 1982年2月6日   |
| 15 (153) | 幸せの歌             | Make A Joyful Noise           | 1981年1月26日  | 1982年2月13日  |
| 16 (154) | ローラ先生さようなら | Goodbye, Mrs. Wilder          | 1981年2月2日   | 1982年2月20日  |
| 17 (155) | ある少女（前編）     | Sylvia (Part 1)               | 1981年2月9日   | 1982年2月27日  |
| 18 (156) | ある少女（後編）     | Sylvia (Part 2)               | 1981年2月16日  | 1982年3月6日   |
| 19 (157) | 弁護士アダム         | Blind Justice                 | 1981年2月23日  | 1982年3月13日  |
| 20 (158) | 愛は永遠に           | I Do, Again                   | 1981年3月2日   | 1982年3月20日  |
| 21 (159) | 愛すればこそ（前編） | The Lost Ones (Part 1)        | 1981年5月4日   | 1982年3月27日  |
| 22 (160) | 愛すればこそ（後編） | The Lost Ones (Part 2)        | 1981年5月11日  | 1982年4月3日   |

### シーズン8
| 各話     | 邦題                 | 原題                                      | 放送日         | 放送日        |
| -------- | -------------------- | ----------------------------------------- | -------------- | ------------- |
| 1 (161)  | 私のネリー（前編）   | The Reincarnation of Nellie (Part 1)      | 1981年9月5日   | 1982年4月10日 |
| 2 (162)  | 私のネリー（後編）   | The Reincarnation of Nellie (Part 2)      | 1981年9月12日  | 1982年4月17日 |
| 3 (163)  | かわいい家出         | Growin' Pains                             | 1981年10月9日  | 1982年4月24日 |
| 4 (164)  | ある医師             | Dark Sage                                 | 1981年10月26日 | 1982年5月1日  |
| 5 (165)  | 愛の花束             | A Wiser Heart                             | 1981年11月2日  | 1982年5月8日  |
| 6 (166)  | あこがれの英雄       | Gambini the Great                         | 1981年11月9日  | 1982年5月15日 |
| 7 (167)  | まぬけな強盗         | The Legend of Black Jake                  | 1981年11月16日 | 1982年5月22日 |
| 8 (168)  | 雨の中の事件         | Chicago                                   | 1981年11月23日 | 1982年5月29日 |
| 9 (169)  | まことの友情         | For the Love of Nancy                     | 1981年11月30日 | 1982年6月5日  |
| 10 (170) | オルソンのレストラン | Wave of the Future                        | 1981年12月7日  | 1982年6月12日 |
| 11 (171) | クリスマスの思い出   | A Christmas They Never Forgot             | 1981年12月21日 | 1982年6月19日 |
| 12 (172) | いじめっ子           | No Beast So Fierce                        | 1982年1月4日   | 1982年6月26日 |
| 13 (173) | 石のスープ           | Stone Soup                                | 1982年1月18日  | 1982年7月3日  |
| 14 (174) | 子供たちへの贈り物   | The Legacy                                | 1982年1月25日  | 1982年7月10日 |
| 15 (175) | 愛するおじさん       | Uncle Jed                                 | 1982年2月1日   | 1982年7月17日 |
| 16 (176) | 破れた夢             | Second Chance                             | 1982年2月8日   | 1982年7月24日 |
| 17 (177) | 暗闇に明りを（前編） | Days of Sunshine, Days of Shadow (Part 1) | 1982年2月15日  | 1982年7月31日 |
| 18 (178) | 暗闇に明りを（後編） | Days of Sunshine, Days of Shadow (Part 2) | 1982年2月22日  | 1982年8月7日  |
| 19 (179) | 愛の約束             | A Promise to Keep                         | 1982年3月1日   | 1982年8月14日 |
| 20 (180) | 愛の病院             | A Faraway Cry                             | 1982年3月8日   | 1982年9月4日  |
| 21 (181) | 光よもう一度（前編） | He Was Only Twelve (Part 1)               | 1982年5月3日   | 1982年9月11日 |
| 22 (182) | 光よもう一度（後編） | He Was Only Twelve (Part 2)               | 1982年5月10日  | 1982年9月18日 |

### 新・大草原の小さな家（シーズン9）
| 各話     | 邦題                       | 原題                        | 放送日         | 放送日        |
| -------- | -------------------------- | --------------------------- | -------------- | ------------- |
| 1 (183)  | 父の死を乗り越えて（前編） | Times Are Changing (Part 1) | 1982年9月27日  | 1991年4月7日  |
| 2 (184)  | 父の死を乗り越えて（後編） | Times Are Changing (Part 2) | 1982年10月4日  | 1991年4月14日 |
| 3 (185)  | 町長夫人？                 | Welcome to Olesonville      | 1982年10月11日 | 1991年4月21日 |
| 4 (186)  | 幼い命を                   | Rage                        | 1982年10月18日 | 1991年4月28日 |
| 5 (187)  | 小さな隣人                 | Little Lou                  | 1982年10月25日 | 1991年5月5日  |
| 6 (188)  | 愛は救う（前編）           | The Wild Boy (Part 1)       | 1982年11月1日  | 1991年5月12日 |
| 7 (189)  | 愛は救う（後編）           | The Wild Boy (Part 2)       | 1982年11月8日  | 1991年5月19日 |
| 8 (190)  | 里帰り                     | The Return of Nellie        | 1982年11月15日 | 1991年5月26日 |
| 9 (191)  | 鉄道が来る                 | The Empire Builders         | 1982年11月22日 | 1991年6月2日  |
| 10 (192) | 愚かな恋                   | Love                        | 1982年11月29日 | 1991年6月9日  |
| 11 (193) | 若い牧師                   | Alden's Dilemma             | 1982年12月6日  | 1991年6月16日 |
| 12 (194) | 最後の患者                 | Marvin's Garden             | 1983年1月3日   | 1991年6月23日 |
| 13 (195) | 父の罪                     | Sins of the Fathers         | 1983年1月10日  | 1991年6月30日 |
| 14 (196) | 悪党3人組                  | The Older Brothers          | 1983年1月17日  | 1991年7月7日  |
| 15 (197) | 最初の本                   | Once Upon a Time            | 1983年1月24日  | 1991年7月14日 |
| 16 (198) | 再出発（前編）             | Home Again (Part 1)         | 1983年2月7日   | 1991年7月21日 |
| 17 (199) | 再出発（後編）             | Home Again (Part 2)         | 1983年2月7日   | 1991年7月28日 |
| 18 (200) | 誤診                       | A Child with No Name        | 1983年2月14日  | 1991年8月25日 |
| 19 (201) | 最後の夏                   | The Last Summer             | 1983年2月21日  | 1991年9月8日  |
| 20 (202) | 困った子                   | For the Love of Blanche     | 1983年3月7日   | 1991年9月15日 |
| 21 (203) | 新郎は16歳                 | May I Have This Dance?      | 1983年3月14日  | 1991年9月22日 |
| 22 (204) | 見知らぬ父                 | Hello and Goodbye           | 1983年3月21日  | 1991年9月29日 |

### スペシャル
| 邦題             | 原題                                 | 放送日         | 放送日         |
| ---------------- | ------------------------------------ | -------------- | -------------- |
| きのうの日々     | Little House: Look Back To Yesterday | 1983年12月12日 | 1991年12月29日 |
| 最後の別れ       | The Last Farewell                    | 1984年2月6日   | 1991年12月31日 |
| この愛すべき子ら | Bless All The Dear Children          | 1984年12月17日 | 1991年12月30日 |

## 他シリーズ

### アニメ
1975年に日本で「草原の少女ローラ」のタイトルでアニメ化された。

### CBS版
CBSが製作した、一連の原作によらない単発ドラマ（原題はBeyond the Prairie: The True Story of Laura Ingalls Wilder）で、ローラをメレディス・モンローが演じた。1999年に放送され、2002年には続編も作られた。
日本では1999年5月3日に「大草原のかなたに〜ローラ・インガルス・ワイルダー物語」のタイトルでNHK総合にて放送された。両親の吹き替えで柴田侊彦と日色ともゑが出演した。

### ABC版
2005年3月から4月にかけて、ABCの製作、全3話で放送されている。

## 関連番組
- Father Murphy
- なつぞら
  - 奥原なつ（広瀬すず）が作画監督するテレビアニメ「大草原の少女ソラ」の原案とされており、事実上のオマージュとされる。